# Dictatus papae

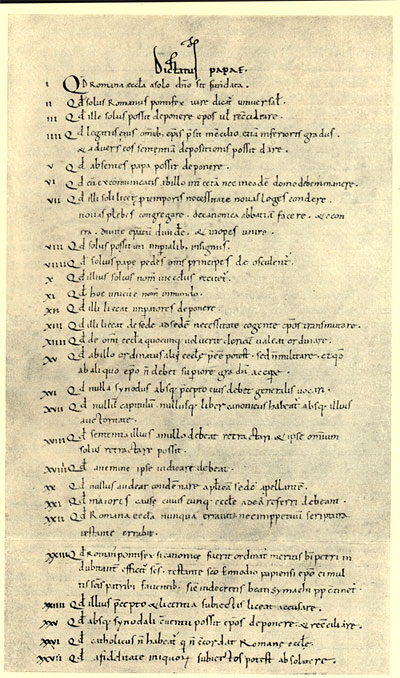
Dictatus papae (Archivio Vaticano)

Il Dictatus Papae («Affermazioni di principio del Papa») è una raccolta di 27 affermazioni, ciascuna delle quali enuncia uno specifico potere del pontefice romano. Vi sono elencati i principi della Riforma gregoriana avviata nella seconda metà dell'XI secolo. Redatto al tempo di Gregorio VII o poco dopo, negli Archivi Vaticani il documento è inserito fra due lettere datate marzo 1075. Il Dictatus Papae non fu formalmente pubblicato, e non circolò al di fuori della Curia romana.

## Contenuto
Gli assiomi del Dictatus Papae fissano i fondamenti del primato papale. L'assioma per cui «al Papa è permesso deporre gli imperatori» fa cadere la nozione alto-medievale di bilanciamento fra potere religioso e potere civile, espressa dal simbolo delle «due spade», quella spirituale e quella temporale. L'equilibrio fra potestas (o imperium, cioè il potere politico del Impero) e auctoritas (l'autorità morale della Chiesa) aveva retto l'Occidente sin dai tempi dei Merovingi.

Attraverso questo documento, destinato a segnare la contesa medievale tra sacerdozio e Impero, Gregorio VII dunque mirava a rivendicare la supremazia del primo sul secondo.
Dictatus Papae, propriamente, è il titolo della raccolta di lettere personali della sezione che contiene il documento. L'inserzione degli assiomi sotto questa intestazione vuol dunque dire che il Papa compose il testo personalmente, se si accetta l'autenticità della datazione.

### I 27 assiomi
Il Papa stabilisce:
| Numero | Originale latino | Italiano |
| ------ | --- | --- |
| I      | Quod Romana ecclesia a solo Domino sit fundata. | Che la Chiesa Romana è stata fondata unicamente dal Signore. |
| II     | Quod solus Romanus pontifex iure dicatur universalis. | Che soltanto il Pontefice Romano è a buon diritto chiamato universale. |
| III    | Quod ille solus possit deponere episcopos vel reconciliare. | Che egli solo può deporre o reinsediare i vescovi. |
| IV     | Quod legatus eius omnibus episcopis presit in concilio etiam inferioris gradus et adversus eos sententiam depositionis possit dare. | Che in qualunque concilio il suo legato, anche se inferiore di grado, ha autorità superiore a quella dei vescovi, e può pronunciare sentenze di deposizione contro di loro.                                                                                     |
| V      | Quod absentes papa possit deponere. | Che il Papa può deporre gli assenti [i vescovi assenti al concilio]. |
| VI     | Quod cum excommunicatis ab illo inter cetera nec in eadem domo debemus manere. | Che [noi battezzati] non dobbiamo aver comunione o coabitare sotto lo stesso tetto con coloro che egli [il papa] ha scomunicato. |
| VII    | Quod illi soli licet pro temporis necessitate novas leges condere, novas plebes congregare, de canonica abatiam facere et e contra, divitem episcopatum dividere et inopes unire.                                                         | Che a lui solo è lecito, in rapporto alle necessità del tempo, promulgare nuove leggi, riunire nuove congregazioni, rendere abbazia una canonica e viceversa, dividere le diocesi ricche e unire quelle povere.                                                 |
| VIII   | Quod solus possit uti imperialibus insigniis. | Che egli solo può usare le insegne imperiali. |
| IX     | Quod solius pape pedes omnes principes deosculentur. | Che solo al Papa tutti i principi debbano baciare i piedi. |
| X      | Quod illius solius nomen in ecclesiis recitetur. | Che solo il suo nome [e non più quello dell'imperatore] sia pronunciato nelle chiese. |
| XI     | Quod hoc unicum est nomen in mundo. | Che il suo titolo è unico al mondo. |
| XII    | Quod illi liceat imperatores deponere. | Che gli è lecito deporre gli imperatori. |
| XIII   | Quod illi liceat de sede ad sedem necessitate cogente episcopos transmutare. | Che gli è lecito trasferire i vescovi di sede in sede secondo necessità. |
| XIV    | Quod de omni ecclesia quocunque voluerit clericum valeat ordinare. | Che egli ha il potere di ordinare un chierico di qualsiasi chiesa, in qualsiasi territorio. |
| XV     | Quod ab illo ordinatus alii eclesie preesse potest, sed non militare; et quod ab aliquo episcopo non debet superiorem gradum accipere. | Che colui che egli ha ordinato può essere a capo di un'altra chiesa, ma non può muovergli guerra; inoltre non può ottenere un grado superiore da alcun altro vescovo.                                                                                           |
| XVI    | Quod nulla synodus absque precepto eius debet generalis vocari. | Che nessun sinodo può essere chiamato "generale" senza il suo ordine. |
| XVII   | Quod nullum capitulum nullusque liber canonicus habeatur absque illius auctoritate. | Che un articolo o un libro possono essere dichiarati canonici solamente sotto la sua autorità. |
| XVIII  | Quod sententia illius a ullo debeat retractari et ipse omnium solus retractare possit. | Che una sua sentenza non può essere riformata da alcuno; al contrario, egli può riformare qualsiasi sentenza emanata da altri. |
| XIX    | Quod a nemine ipse iudicare debeat. | Che nessuno lo può giudicare. |
| XX     | Quo nullus audeat condemnare apostolicam sedem apellantem. | Che nessun altro può condannare chi si è appellato alla Santa Sede. |
| XXI    | Quod maiores cause cuiscunque ecclesie ad eam referri debeant. | Che le cause di maggior importanza, di qualsiasi chiesa, devono essere portate davanti a lui. |
| XXII   | Quod Romana ecclesia nunquam erravit nec imperpetuum scriptura testante errabit. | Che la Chiesa Romana non ha mai errato né mai errerà per l'eternità, secondo la testimonianza delle Scritture. |
| XXIII  | Quod Romanus pontifex, si canonice fuerit ordinatus, meritis beati Petri indubitanter efficitur sanctus testante sancto Ennodio Papiensi episcopo ei multis sanctis patribus faventibus, sicut in decretis beati Symachi pape continetur. | Che il Pontefice Romano, se sarà stato ordinato canonicamente, è senza dubbio reso santo per i meriti di San Pietro; lo testimonia sant'Ennodio, vescovo di Pavia, con il consenso di molti Santi Padri, come [anche] si legge nei decreti di San Simmaco papa. |
| XXIV   | Quod illius precepto et licentia subiectis liceat accusare. | Che, dietro suo ordine e permesso, ai subordinati è concesso presentare accuse. |
| XXV    | Quod absque synodali conventu possit episcopus deponere et reconciliare. | Che può deporre o reinsediare i vescovi [anche] senza riunione sinodale. |
| XXVI   | Quod catholicus non habeatur, qui non concordat Romane ecclesie. | Che non si debba ritenere cattolico chi non è in comunione con la Chiesa Romana. |
| XXVII  | Quod a fidelitate iniquorum subiectos potest absolvere. | Che egli può sciogliere i sudditi dalla fedeltà verso gli iniqui. |